# Canto mozárabe
Se conoce como canto mozárabe (aunque una denominación más precisa sería visigótico o hispánico) a la expresión musical asociada a la liturgia hispánica, propia de la Iglesia visigoda española y que pervive hasta nuestros días.

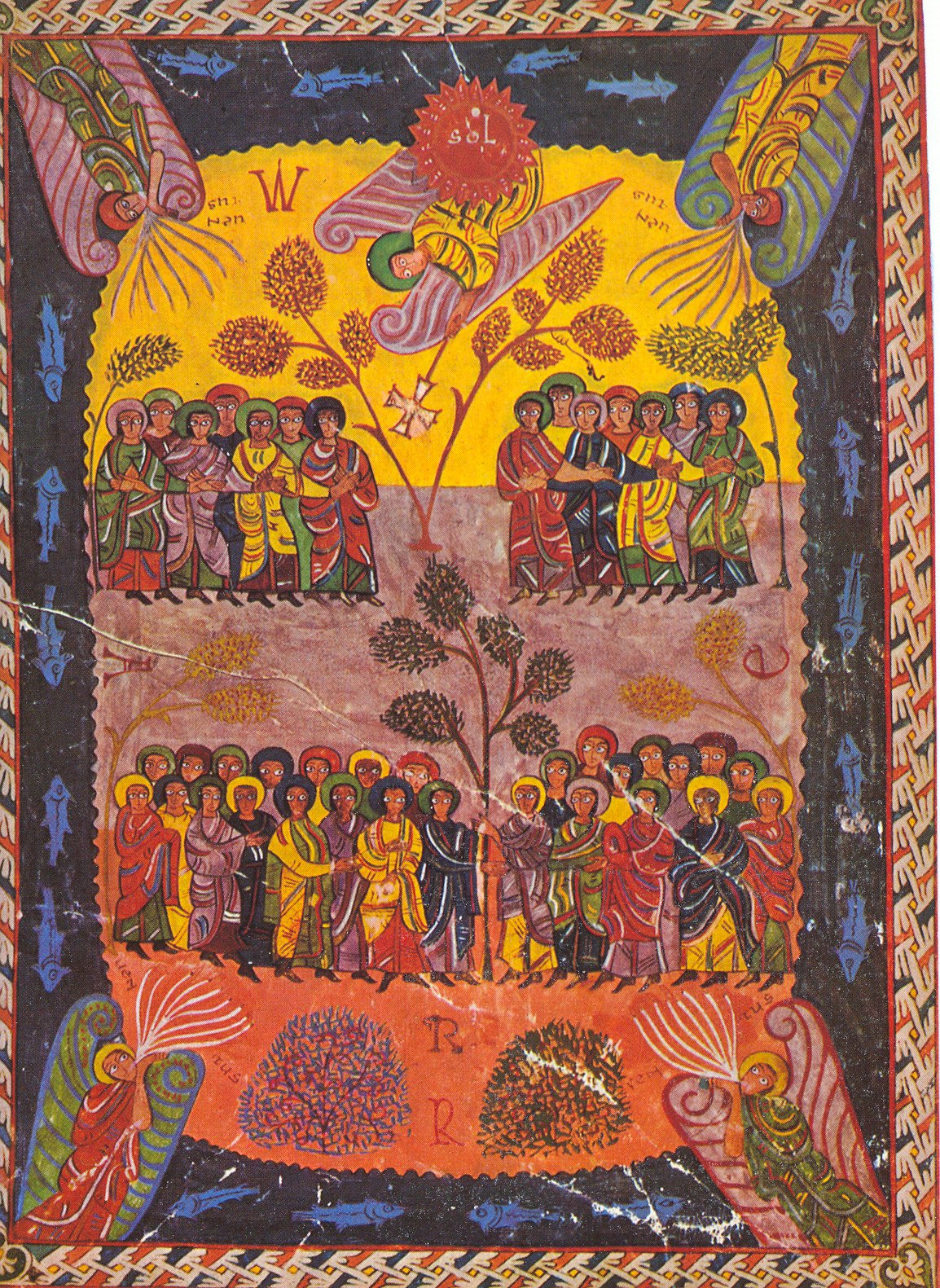
El ángel, el sol y los cuatro vientos (Ap 7), miniatura del Beato de San Miguel de La Escalada, Pierpont Morgan Library, Nueva York, Ms. 644, f.° 115v.

## Historia del canto hispánico
La historia de este sistema musical está íntimamente unida al desarrollo de la liturgia a la que sirve.

### Origen del canto hispánico
Se sabe poco sobre el origen y la formación de la liturgia hispánica y sobre el canto asociado a ella. Obviamente, el origen se halla en relación con la expansión del cristianismo en la península ibérica durante los primeros siglos de nuestra era. Las provincias de Hispania fueron una de las primeras en ser cristianizadas de la parte occidental del Imperio romano, hecho favorecido por tres importantes factores:
- La numerosa población de origen romano.
- La pronta actividad evangelizadora en Hispania.
- La existencia de ricas comunidades judías antiguas.

#### La influencia de la liturgia sinagogal
La importancia del culto sinagogal judío en la Liturgia cristiana y en su expresión musical es patente, sobre todo, en dos aspectos:
- La salmodia (recitación de salmos).
- La lectio (lectura de la Biblia).

#### Interrelación con otros sistemas musicales cristianos
Aparte de la liturgia judía, hubo otros factores que influyeron en la formación y configuración de la liturgia y el canto hispánicos. Entre estos cabe citar elementos prerromanos y romanos. Las diversas liturgias religiosas de la Antigüedad contenían, todas ellas, sistemas de recitación y de organización tonal. La interrelación cultural que se produjo en el territorio del Imperio romano hace muy difícil distinguir unas de otras, sobre todo cuando entran en contacto cristianos de otras áreas de Oriente y Occidente. Desde luego se puede apreciar un sustrato común en las liturgias cristianas de las distintas áreas del Imperio, sobre todo entre las occidentales que nos han llegado más completas: la romano-gregoriana, la milanesa o ambrosiana y la hispánica. Este sustrato común se ve reflejado, sobre todo, en la evolución de los responsorios, cantos salmódicos de origen judío que eran silábicos y que en estas tres liturgias se convierten en melodías muy melismáticas y adornadas.
Otro ejemplo es la evolución común del recitativo, que en las tres liturgias citadas parte de una “cuerda madre” en Re, siguiendo un esquema de ascenso-descenso Do-Re, Re-Do.

### La fijación del canto hispánico
Tras la instauración en la mayor parte de Hispania y el extremo suroriental de la Galia del Reino visigodo de Toledo, se consolida la unidad y especificidad de la Iglesia hispana, aferrada a la tradición latina y en continua lucha con el arrianismo de los nuevos gobernantes visigodos. La filiación del clero católico hispano a la población romana, frente al clero arriano, de origen germánico, fija en la península ibérica], más que en ningún otro lugar de Occidente, las tradiciones culturales del Imperio. De hecho, el caso español es una excepción de desarrollo cultural en estos tiempos turbulentos, que termina cuajando durante el III Concilio de Toledo, cuando el rey Recaredo se convierte, con sus nobles visigodos, al catolicismo.
La fijación del canto hispánico queda reflejada en los cánones conciliares y en los escritos eclesiásticos. Definitivamente se incorpora el sistema musical grecorromano a través de las obras de Boecio, Casiodoro y Marciano Capella, popularizadas en las Etimologías de san Isidoro de Sevilla, y la organización de los distintos cantos se asume en los diversos misales, códices litúrgicos y reglas monásticas.
En este periodo cristaliza también la influencia de otras liturgias cristianas: de la Ambrosiana se recoge el Himno, muchos compuestos por los padres españoles; se incorporan tradiciones, como la Schola, de la liturgia romana; y las melodías melismáticas de origen oriental se multiplican por la presencia bizantina en la costa oriental de la Península.

### El canto hispánico en la Edad Media

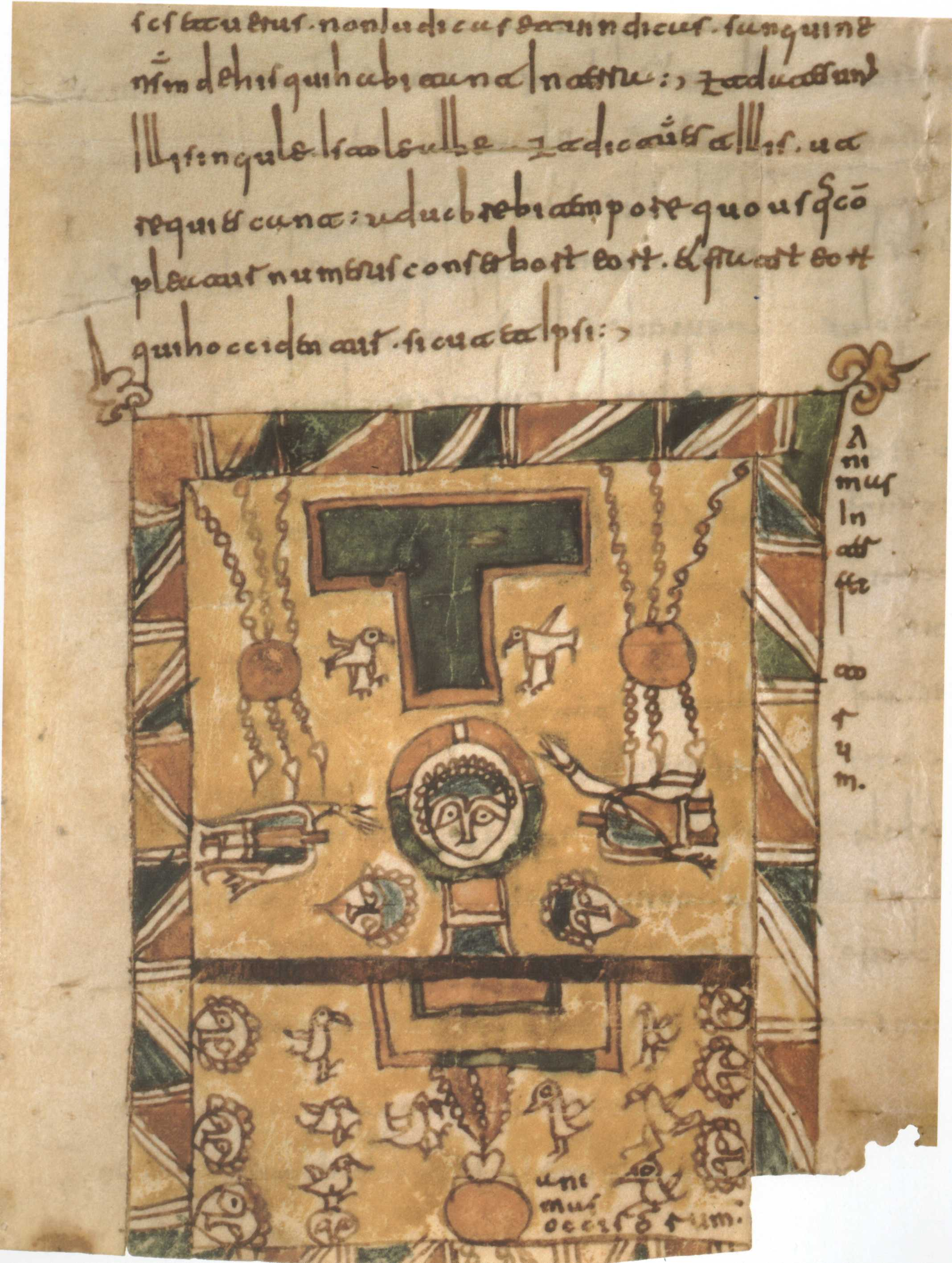
Altar con las almas de los mártires, miniatura del Beato de Silos (Biblioteca del Monasterio de Santo Domingo de Silos, frag. 4).

Tras la conquista musulmana de la península ibérica en 711, la originalidad de la liturgia hispánica y del canto a ella asociado se ve extrañamente salvaguardada, tanto en los núcleos cristianos que quedan aislados al norte, como en las comunidades cristianas que permanecen bajo dominio musulmán.
Pronto, las marcas pirenaicas adoptan modelos pregregorianos, con la implantación ya en el siglo IX del canto gregoriano en muchas de sus iglesias. Este fenómeno no ocurre en el resto de los núcleos cristianos, fundamentalmente Navarra y Asturias, que mantienen como seña de identidad la herencia visigoda y son reacios a asimilar el rito romano, siempre asociado al poder imperial de carolingios y, posteriormente, germanos.
Aunque el dinamismo de la sociedad andalusí permite a los cristianos participar en la cultura civil asumiendo el árabe como lengua culta, mantienen el latín como lengua de comunicación y conservan intacto el legado litúrgico y musical de época visigoda. Por estas razones, la influencia de los sistemas musicales de árabes y bereberes quedan minimizados: sin embargo, sí que es detectable la influencia del canto hispánico sobre la música desarrollada en las sociedades andalusíes, sobre todo en época califal.
La progresiva presión sobre esta población cristiana provoca un creciente movimiento migratorio hacia el norte. El traslado de esta población y la creación de nuevos asentamientos mozárabes en zona cristiana crea dos tradiciones litúrgicas y musicales que evolucionan diferentemente:
- La tradición toledana, más conservadora, en territorio musulmán.
- La tradición castellano-leonesa, con importantes centros en los principales monasterios mesetarios: Frómista, Silos, Sahagún; y en catedrales como León, Oviedo, Pamplona y Burgos.

### Decadencia del canto hispánico
A mediados del siglo XI, el rito hispánico comienza a ser reemplazado por el rito romano. Alfonso VI de Castilla convocó un concilio general de sus reinos en Burgos (1080), y declaró oficialmente la abolición de la liturgia hispánica y su substitución por la romana. Sin embargo, durante la reconquista de Toledo (1085), como concesión en el pacto de conquista, seis parroquias toledanas obtuvieron permiso para conservar la antigua liturgia y el canto hispánico se mantuvo, a partir de esta fecha, solo en las comunidades cristianas bajo dominio musulmán (los llamados mozárabes), aunque en progresiva decadencia.

### La reforma de Cisneros
En pleno proceso reformador de la Iglesia castellana, con el apoyo de la reina Católica, el cardenal Cisneros, arzobispo de Toledo, creó en 1495 una capilla en la Catedral de Toledo -la del Corpus Christi- para que conservar la antigua liturgia, dotándola de renta para su mantenimiento y de sacerdotes del propio cabildo catedralicio. También acometió una importante labor de recopilación y ordenación litúrgica —cada parroquia celebraba la misa y los oficios de manera diferente y la tradición oral que sustentaba el canto se iba perdiendo— y reunió gran cantidad de códices procedentes de todo el reino: mandó una reconstrucción de los textos y un estudio de los recursos litúrgicos que culminó en la impresión de un nuevo misal y de un breviario. En ellos se transcribieron las melodías que aún se conservaban a la notación cuadrada: los antiguos textos que se conservaban permitieron la reconstrucción aproximada de la liturgia tal y como era en la época visigoda; sin embargo, no pudo hacerse lo mismo con el canto. Se conservan manuscritos de los siglos IX al XI con prácticamente todo el canto mozárabe o hispánico, pero desgraciadamente están escritos en una notación neumática que no indica los intervalos y por tanto no puede leerse. Sólo 21 de la gran cantidad de cantos conservados pueden leerse, al encontrarse transcritos en la notación aquitana de un manuscrito más tardío del siglo XII. Por tanto, ni siquiera las melodías restauradas por el cardenal Cisneros son realmente auténticas, a excepción de algunos recitativos conservados por vía oral.

### La reforma de González Martín
En 1992 se presentó el primer volumen del Misal Hispano-Mozárabe, fruto de un arduo trabajo de investigación y restauración de los ritos antiguos. Esta labor se hizo por mandato del cardenal de Toledo, Marcelo González Martín, y duró más de nueve años. La renovación musical ha sido muy amplia, devolviéndose a su originario esplendor muchos de los textos obviados o reducidos en la Reforma de Cisneros. Además, para lograr la supervivencia del rito, el papa Juan Pablo II amplió los permisos de uso de la liturgia hispánica y de su canto a todos los lugares de España que lo requirieran, y así se reinstauraron capillas mozárabes en la catedral de Córdoba, y se han realizado celebraciones con este venerable rito en Madrid, Sevilla y hasta en la misma Roma, en la Basílica de San Pedro.

## Características musicales
El canto hispánico es un canto monódico, de género diatónico y ritmo libre.

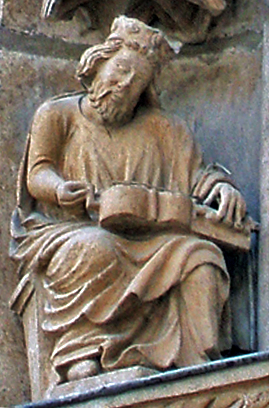
Tañedor de organistrum, Puerta del Sarmental, catedral de Burgos (España),.

- Es canto, porque es música esencialmente vocal, es decir, los instrumentos musicales pueden acompañarlo, pero no interpretar la melodía. Los instrumentos que lo acompañaban siguen la pauta trazada en el Salmo 150, 3-6: Laudate eum in sono tubae, laudate eum in psalterio et cithara, laudate eum in tympano et choro, laudate eum in chordis et órgano, laudate eum in cymbalis benesonantibus, laudate eum in cymbalis iubilationis, omne quod spirat, laudet Dominum. Alleluia. Y se pueden deducir sus formas de las miniaturas de los beatos y de las representaciones de la escultura románica.
- Es monódico, porque se desarrolla en una sola línea melódica, aunque, como los otros cantos litúrgicos cristianos, puedan interpretarse con desarrollos en paralelo en quinta descendente, cuarta ascendente y octava, según la tesitura de quien lo cante.
- Es diatónico, porque no permite cromatismos en su constitución, es decir, se construye en escalas formadas por tonos y semitonos fijados estos en los intervalos mi-fa y si-do'.
- Es de ritmo libre porque, a diferencia de la música figurada, no se da una sucesión matemática de partes fuertes y débiles sometidas a un compás prefijado, es decir: 'libre' equivale a 'no medido'. En el canto hispánico es el arranque inicial (llamado arsis) seguido de un reposo final (llamado thesis) lo que forma la célula rítmica fundamental. Así, es un ritmo en el que existe una desigualdad cuantitativa de duración entre los elementos que componen la melodía, con vuelta libre, no isócrona al tiempo primero, de tal manera que se establece una sucesión variable de tiempos binarios y ternarios.

Además, como el resto de los sistemas musicales diatónicos, tiene una estructuración modal, heredera de la música grecolatina.

## Formas musicales raras
Como en todos los cantos litúrgicos, las formas musicales, desde el punto de vista literario, dependen directamente del tipo de estrofa, situación y contenido de los textos en los diversos actos litúrgicos, desde la Misa al rezo comunitario en el oficio divino. (Véase la sección de Estructuras litúrgicas en el artículo dedicado a la liturgia hispánica.)
Desde este planteamiento se pueden distinguir las siguientes:
- - Ad accedentes.
  - Ad pacem.
  - Ad Sanctus. Responsorio que introduce el Sanctus.
  - Agios.
  - Alleluia.
  - Alleluiaticum.
  - Apostolus.
  - Benedictiones.
  - Clamores.
  - Credo
  - Doxología.
  - Evangelium.
  - Gloria in excelsis.
  - Graecum.
  - Himno.
  - Laudes.
  - Lectio.
  - Missa.
  - Oratio admonitionis.
  - Pater Noster.
  - Preces.
  - Prelegendum.
  - Psallendum
  - Repletum o Refecti.
  - Responsorium.
  - Sacrificium.
  - Salmo.
  - Sancta Sanctis.
  - Sanctus.
  - Sono.
  - Threni.
  - Versus.

En cuanto a su simple estructura, podemos distinguir cinco grupos de formas musicales, comunes a casi todas las tradiciones litúrgicas cristianas:
- - La salmodia.
  - Los himnos
  - Las lectiones.
  - Los responsorios.
    - Las Letanías.
    - Los responsorios breves.

  - Las antífonas.
    - Los Alleluias.

  - Los cantos melismáticos o tropos, la mayoría de las veces desarrollados sobre las partes fijas de la Misa (Kyrie, Gloria, Credo, Sanctus, Agnus Dei).

## Notación musical

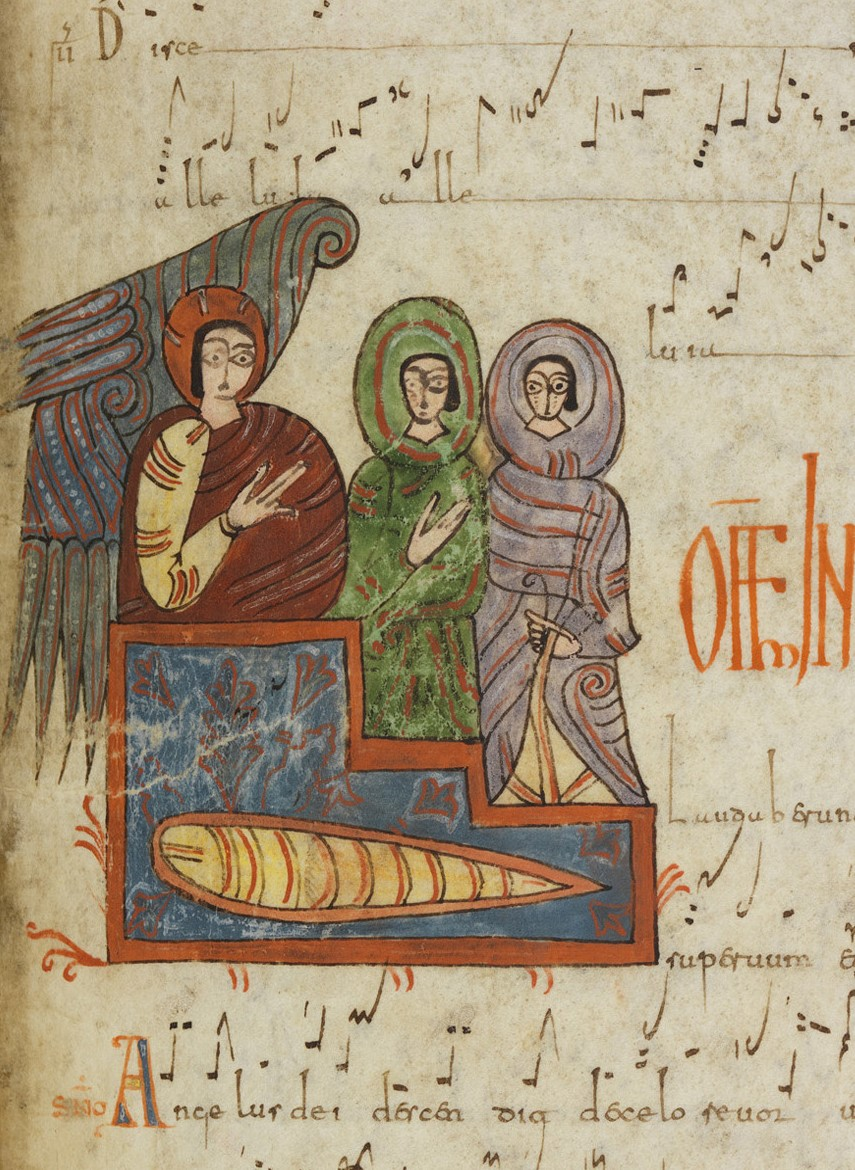
Página con notación visigótica, Antifonario de León, s. X.

Cuando, en el siglo XI, comienza la desaparición de los usos litúrgicos hispánicos, la notación que plasmaba las melodías que la acompañaban era neumática. Esta notación visigótica está directamente relacionada con el sistema de escritura de la época en tierras hispánicas, la letra visigótica, y no gozó de los adelantos de esctritura musical introducidos por Guido D'Arezzo, de tal manera, que su lectura es básicamente mnemotécnica y su interpretación actual es muy dificultosa.
Algunos códices alternan o acompañan esta notación con la aquitana, lo que aclara algunas melodías, pero la heterogeneidad de los copistas y las diversas escuelas de escritura la hacen prácticamente indescifrable.
No es sino gracias a la reforma de Cisneros como conocemos la mayoría de las melodías hispánicas, transcritas a notación gregoriana ya en el siglo XV.

## Fuentes

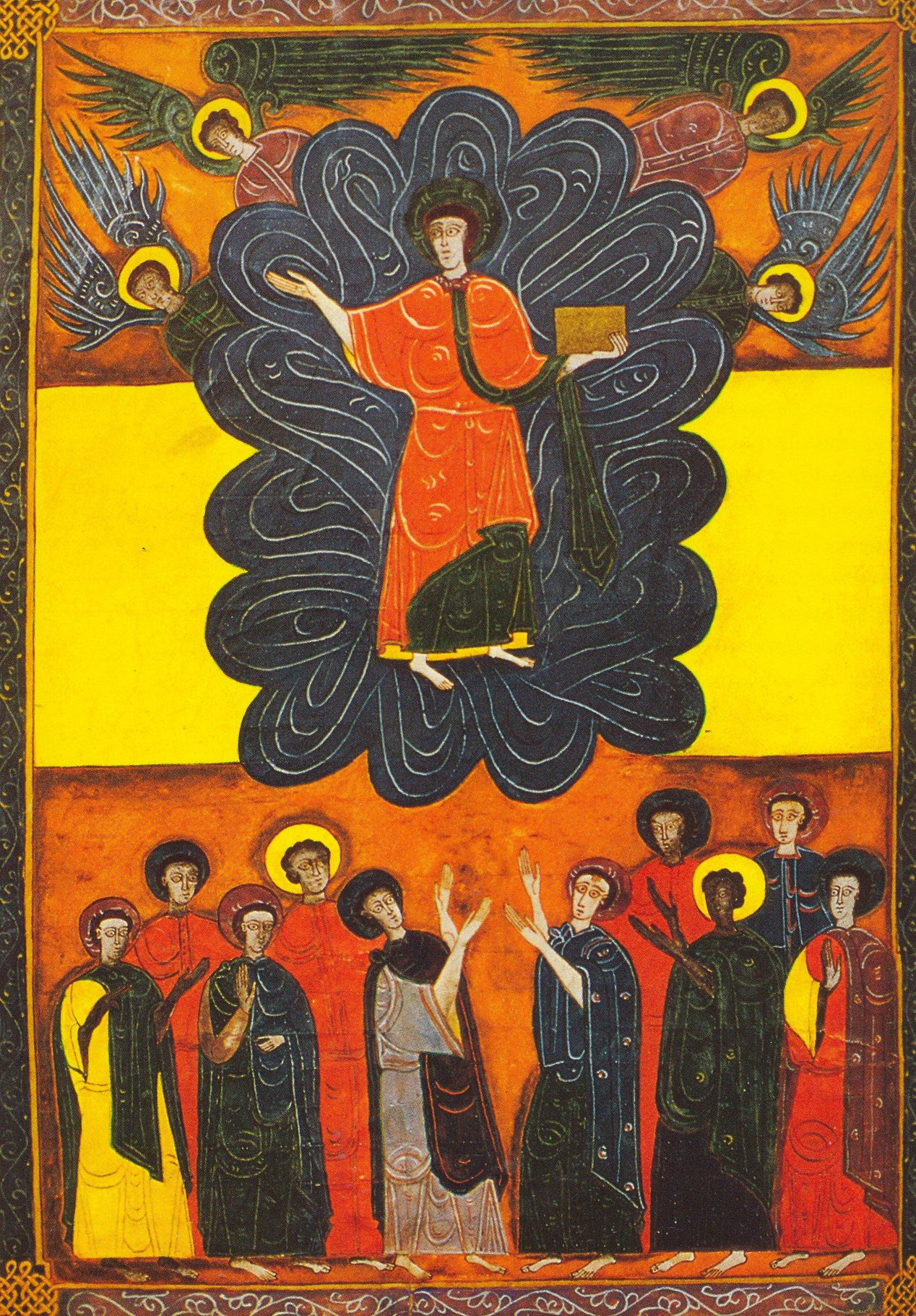
Cristo portando el Libro de la Vida, miniatura del Beato de Facundus, Madrid, Biblioteca Nacional de España, Ms Vit. 14.2, f.° 43v.

### Códices bíblicos
Contienen textos de la Biblia y sirvieron para la lectio de los oficios. Los pasajes más habitualmente musicados son las Lamentaciones de Jeremías.
- Madrid, Biblioteca de la Universidad Complutense, Ms. 31, ss. IX-X.
- Burgos, Archivo Capitular, Expusición-vitrina 3, s. X. Procedente del monasterio de Cardeña. Notación visigótica.
- Silos, Archivo del Monasterio, s/n. Fragmentos de la Biblia del monasterio de Oña.

### Liber commicus
Es el libro de las lectio para el oficio divino y la Misa. Es el propio del lector.
- Autun, Biblioteca Municipal, 27 (s. 29), s. VII.
- París, Biblioteca Nacional, Lat. 2269, ss. VIII-IX.
- Toledo, Biblioteca Capitular, ms. 35.8, s. IX u XI.
- París, Biblioteca Nacional, Nouv. Acq. Lat. 2171, concluido en 1067. Procedente del monasterio de Silos.
- León, Archivo Capitular, 2, s. IX.
- Madrid, Biblioteca de la Real Academia de la Historia, Aemil. 22, año 1073. Procedente del monasterio de San Millán de la Cogolla.

### Liber psalmarius et canticorum
Es un compendio del libro de los Salmos a los que se suman otros cánticos del Antiguo Testamento asimilados a estos. Suelen incluir las antífonas que preceden a la recitación de salmos y cánticos.
- San Lorenzo de El Escorial, Biblioteca del Monasterio, a III 5, s. X.
- Madrid, Biblioteca de la Real Academia de la Historia, Aemil. 64 bis y 64 ter, s. X. Procedente del monasterio de San Millán de la Cogolla.
- Hacinas, Archivo Municipal, s/n, s. IX. Procedente del monasterio de Silos.

### Liber hymnorum
Recogen poemas no bíblicos pero usados en la liturgia. Según san Isidoro fueron introducidos por san Hilario de Poitiers y popularizados por san Ambrosio de Milán. De la liturgia ambrosiana pasaron a la hispánica.
- Madrid, Biblioteca Nacional, ms. 10.001, s. XI. Procedente de Toledo y con notación visigótica.
- Londres, British Library, ms. add. 30.851, s. XI. Procedente del monasterio de Silos y con notación visigótica.

### Liber psalmographus
Contenía oraciones relativas a los salmos y a sus antífonas. No se conserva ninguno.

### Manuale
Es el libro propio del sacerdote celebrante de la misa. Contenía el ordinario de la Misa, que en el rito hispánico posee una gran variedad. Solo queda un ejemplar.
- Toledo, Biblioteca Capitular, 35.3, s. XI o XIII.

### Antiphonarium
Es el libro propio del cantor y contiene, además de las antífonas, todas las piezas cantadas en la liturgia.
- León, Archivo Catedralicio, n.º 8, s. X. Tradición B, es el único que se conserva íntegro. Contiene todos los cantos de la Misa y del Oficio divino, el orden del calendario litúrgico y todas sus fiestas, celebraciones ordinarias y ferias. Es el códice musical más importante de la liturgia hispánica y es conocido como Antifonario de León.
- Zaragoza, Facultad de Derecho, conocido como Libro de San Voto, s. X. Procedente del monasterio de San Juan de la Peña.
- París, Biblioteca Nacional, Nouv. Acq. Lat. 2199, s. X. Procedente del monasterio de Silos, tradición A y con notación visigótica.
- Londres, British Library, ms. add. 11.695 Archivado el 21 de noviembre de 2018 en Wayback Machine., s. XI. Procedente del monasterio de Silos, tradición B y con notación visigótica. Se trata de un Beato con un fragmento del antifonario de las misas de San Román y de la 1.ª feria de Adviento.
- Madrid, Biblioteca Nacional, ms. 11.556, s. XI. Procedente del monasterio de San Zoilo de Carrión, tradición B y con notación visigótica.

### Liber orationum
Incluía las oraciones del Oficio catedralicio festivo.
- Verona, Biblioteca Capitular, ms. 89, año 731. Procedente de Tarragona.
- Londres, British Library, ms. add. 30.852, s. XI. Procedente del monasterio de Silos, tradición A y con notación visigótica.

### Liber sermorum
Contienen sermones de los santos padres visigodos, para leer como homilías tras la lectura del Evangelio. No contienen música.
- Londres, British Library, ms. add. 30.853, s. XI. Procedente del monasterio de Silos, tradición A.

### Liber ordinum
Incluía las oraciones completas del Oficio divino y de los ritos sacramentales. Hay dos tipos: episcopalis o maior y sacerdotalis o minor.
- Silos, Archivo del Monasterio, ms. 4, año 1052. Tradición A, notación visigótica y aquitana (folio 144). Es un Liber ordinum maior.
- Silos, Archivo del Monasterio, ms. 3, año 1039. Tradición A, notación visigótica. Es un Liber ordinum minor.
- Madrid, Biblioteca de la Real Academia de la Historia, Aemil. 56, s. X. Procedente del monasterio de San Millán de la Cogolla, tradición A y notación visigótica y aquitana. Es un Liber ordinum minor.

### Liber horarum
Contenía los oficios completos del Ordo monasticum.
- Silos, Archivo del Monasterio, ms. 7, s. XI. Tradición A, notación visigótica. Es el único que se conserva completo.
- Santiago de Compostela, Biblioteca Universitaria, res. 5, a. 1058. Conocido como Libro de las Horas de Fernando I, tradición B y notación visigótica.
- Salamanca, Biblioteca Universitaria, ms. 2668, a. 1059. Procedente de León, tradición B y notación visigótica.
- Londres, British Library, ms. add. 30.851, s. XI. Procedente del monasterio de Silos, tradición A y con notación visigótica.
- Toledo, Biblioteca Capitular, ms. 33.3, s. XII o XIII. Tradición B y notación visigótica.

### Liber precum
Incluye las preces de la Misa, oraciones en forma de letanía y de carácter penitencial. No se conserva ninguno independiente, sino incluidos en otros manuscritos.
- Londres, British Library, ms. add. 30.845, s. XI. Forma parte de un Liber misticus.
- Toledo, Biblioteca Capitular, ms. 35.5. Forma parte de un Liber misticus.

### Liber mixtusomisticus
Recopilan en un solo códice formularios de los libros ya nombrados, y están encuadernados en tomos.
- Londres, British Library, ms. add. 30.844, s. X. Procedente del monasterio de Silos, tradición A y con notación visigótica.
- Londres, British Library, ms. add. 30.845, s. X. Procedente del monasterio de Silos, tradición A y con notación visigótica.
- Londres, British Library, ms. add. 30.846, s. XI. Procedente del monasterio de Silos, tradición A y con notación visigótica.
- Silos, Archivo del Monasterio, ms. 6, s. XI. Tradición A y, al final, B, notación visigótica. Es conocido como el Breviarium Gothicum.
- Toledo, Biblioteca Capitular, ms. 35.5, s. XIII, tradición A y con notación visigótica. En este manuscrito está basada la reforma de Cisneros.
- Toledo, Biblioteca Capitular, ms. 35.6, ss. X-XI, tradición B y con notación visigótica.
- Toledo, Biblioteca Capitular, ms. 35.7, ss. XI-XII, tradición A y con notación visigótica.
- Madrid, Biblioteca Nacional, ms. 10.110, s. XI o XII-XIII. Procedente de la catedral de Toledo, tradición B y notación visigótica.
- Madrid, Biblioteca de la Real Academia de la Historia, Aemil. 30, s. X. Procedente del monasterio de San Millán de la Cogolla, tradición A y notación visigótica.

Además de los códices citados existen numerosos fragmentos dispersos en catedrales y monasterios españoles, en Madrid (Biblioteca Nacional, Real Academia de la Historia), París (Biblioteca Nacional), Londres (British Library), Roma (Biblioteca Vaticana), Washington (Biblioteca del Congreso), etc.